# از عشق و شیاطین دیگر (فیلم)
از عشق و شیاطین دیگر (اسپانیایی: Del amor y otros demonios‎) یک فیلم محصول مشترک کلمبیا و کاستاریکا است که در سال ۲۰۰۹ منتشر شد. این فیلم اقتباسی از رمان از عشق و شیاطین دیگر نوشته نویسنده کلمبیایی گابریل گارسیا مارکز است.